# 熊本県道271号越小場湯浦線
熊本県道271号越小場湯浦線（くまもとけんどう271ごう こしこばゆのうらせん）は、熊本県水俣市から葦北郡芦北町に至る一般県道である。

## 概要

### 路線データ
- 起点：熊本県水俣市越小場（国道268号交点）
- 終点：熊本県葦北郡芦北町大字宮崎（熊本県道270号天月湯浦線交点）

## 路線状況

### 重複区間
- 熊本県道・鹿児島県道15号人吉水俣線（水俣市久木野）

## 地理

### 通過する自治体
- 水俣市
- 葦北郡芦北町

### 交差する道路
| 交差する道路                                    | 市町村名 | 市町村名 | 交差する場所 | 交差する場所 |
| ----------------------------------------------- | -------- | -------- | ------------ | ------------ |
| 国道268号                                       | 水俣市   | 水俣市   | 越小場       | 起点         |
| 熊本県道・鹿児島県道15号人吉水俣線 重複区間起点 | 水俣市   | 水俣市   | 久木野       |              |
| 熊本県道・鹿児島県道15号人吉水俣線 重複区間終点 | 水俣市   | 水俣市   | 久木野       |              |
| 熊本県道270号天月湯浦線                         | 葦北郡   | 芦北町   | 大字宮崎     | 終点         |

### 沿線
- 久木野川（水俣川支流）
- 湯浦川
- 芦北町立内野小学校